# The Marshall Mathers LP
Albums de Eminem
The Slim Shady LP
(1999) The Eminem Show
(2002)
Singles
1. The Real Slim Shady
Sortie : 20 avril 2000
2. The Way I Am
Sortie : 28 aoüt 2000
3. Stan
Sortie : 10 octobre 2000

The Marshall Mathers LP est le troisième album du rappeur Eminem enregistré en studio, si l'on compte Infinite. Cet album est sorti en 2000 sur le label Aftermath Entertainment de Dr. Dre. Il a remporté le Grammy Award du meilleur album de rap en 2001. Il s'est vendu à 27 millions d'exemplaires dans le monde. Grâce à cet album, Eminem décroche le record de ventes aux États-Unis sur une semaine pour un artiste solo avec 1,76 million de ventes (record qui a été battu en 2015 par Adele). En 2011, l'album est certifié disque de diamant aux États-Unis après avoir dépassé la barre des 10 millions d'albums écoulés sur le territoire. L'album a depuis été certifié onze fois platine en 2022.
The Marshall Mathers LP est considéré comme politiquement incorrect à la fois pour certaines paroles mais aussi du fait de son antipatriotisme. Eminem critique acerbement la société américaine et parle beaucoup de l'image que les médias ont construit autour de lui et de ses répercussions. Tout cela mis en image dans les titres Stan, Marshall Mathers et The Way I Am. Quand la recherche d'un « bouc émissaire » tourne à la parodie comme il le montre dans Criminal et Who Knew. Eminem aiguise sa lame sur des stars en tous genres dans The Real Slim Shady et simule un assassinat sur son ex-compagne dans KIM, Kim Mathers, qui portera plainte contre lui pour la chanson controversée Kim. Enfin il présente de manière cynique la ville qui l'a vu grandir, Détroit (Amityville avec Bizarre et Under The Influence avec D-12).
L'album a fait l'objet d'une suite parue en 2013 : The Marshall Mathers LP 2.

## Fond

### Concept
Eminem est beaucoup plus sérieux dans les chansons de cet album, plus que sur son deuxième album The Slim Shady LP. Les chansons de l’album abordent plusieurs thèmes tels que sa célébrité, ses conséquences, ses relations familiales - surtout avec sa mère et sa relation avec Kim Mathers son ancienne épouse. Eminem répond aux médias qui ont critiqué son premier album pour sa violence, prétextant ne pas faire attention à son sens.

### Contenu des paroles
L’album est sorti en deux versions, version clean et version explicite. Cependant, quelques paroles de l’album ont été censurées même dans la version explicite. Quelques chansons ont été censurées à cause des évènements qui ont suivi la sortie de l’album. The Marshall Mathers LP est différent de The Slim Shady LP. En effet Eminem est beaucoup plus introspectif dans ses textes cette fois-ci. Dans la majorité des chansons, Eminem  parle de son enfance, de ses problèmes familiaux avec sa mère (Marshall Mathers), et son ancienne épouse (Kim), et parle aussi de son retour et son effet dans l’industrie musicale (Remember Me?, Bitch Please II). Il parle également de la drogue (Under the Influence, Drug Ballad), de son effet sur la jeunesse et la société américaine (The Way I Am, Who Knew), et répond à ceux qui l’ont critiqué pour sa vulgarité (Criminal, Kill You). En dépit de la polémique qui a entouré l’album en ce qui concerne les textes, il a été bien reçu par les critiques et la communauté hip-hop,.
L’album contient plusieurs samples et références. Il y a des vers où Eminem effectue un clin d'œil envers Eric B. & Rakim et l'album rap Paid in Full : le refrain de The Way I Am possède une structure similaire à un passage de As the Rhyme Goes On, et deux vers de I'm Back parodient My Melody. Dans un vers de la chanson Marshall Mathers, Eminem parodie un vers de la chanson de Summer Girls de LFO quand il dit : « New Kids on the Block sucked a lotta dick, boy-girl groups make me sick ».

### Super Clean Version
L’album est sorti en version clean, et les paroles originales sont bien censurées. Beaucoup de mots sont censurés dans les paroles tels que : ass, shit, bitch, fuck, kill, slit, shut, bum, balls, clitoris, rapist, cut, vd, jacking, viagra, ecstasy. Les seules paroles qui sont remplacées sont celles qui attaquent la police, les prostituées, les femmes et les homosexuels. Les noms de pistolets sont eux aussi censurés et les bruits de coups de feu sont retirés des chansons. Les références explicites à la drogue et à l’alcool ont aussi été supprimées. Le titre Public Service Announcement de 25 secondes a été remplacé par deux secondes de silence. La chanson Kim n’est pas présente dans la version clean, en raison de la violence extrême de la chanson ; elle a été remplacée par le The Kids de South Park qui est contre la drogue. Il est possible d'acheter l'album sans censure, avec la chanson Kim, au Canada.

### Version clean
L’album est sorti en version clean, et les paroles originales sont légèrement censurées. Beaucoup de mots obscènes sont présents dans les paroles tels que : ass, shit, bitch. Les mots qui ont été censurés sont « Fuck » et d’autres mots qui ont été masqués. Les seules paroles qui sont remplacées sont celles qui attaquent la police, les prostituées, les femmes et les homosexuels. Les noms de pistolets sont eux aussi censurés et les bruits de coups de feu sont retirés des chansons. Les références explicites à la drogue et à l’alcool ont aussi été supprimées. Le titre Public Service Announcement de 25 secondes a été remplacé par deux secondes de silence. La chanson Kim n’est pas présente dans la version clean, en raison de la violence extrême de la chanson ; elle a été remplacée par le The Kids de South Park qui est contre la drogue. Il est possible d'acheter l'album sans censure, avec la chanson Kim, au Canada.

### Querelle
The Marshall Mathers LP contient une querelle contre Insane Clown Posse : une plaisanterie intitulé Ken Kaniff sur laquelle Eminem parodie les membres de groupe à savoir Shaggy 2 Dope et Violent J en train pratiquer une fellation sur le personnage récurrent d’Eminem Ken Kaniff, alors que dans Marshall Mathers Eminem rappe « I was put here to put fear in faggots who spray Faygo Root Beer and call themselves "clowns" cause they look queer/Faggy 2 Dope and Silent Gay/claiming Detroit, when y'all live twenty miles away… », aussi bien « Slim Anus/You damn right, Slim ain't us/I don't get fucked in mine like you two little flaming faggots. »

### Production
Une grande partie de la moitié de l’album a été produite par Dr. Dre et Mel-Man, et la deuxième moitié est produite par Eminem lui-même avec la collaboration de The 45 King, ce dernier l'a aidé dans la production de Stan.

## Accueil

### Ventes
Durant sa première semaine, aux États-Unis, 1,76 million de copies sont vendues. L’album devient ainsi l'album rap ainsi que celui d'un artiste solo qui a vendu le plus d’exemplaires durant la première semaine. Il bat aussi le record détenu par Britney Spears pour l’artiste qui s’est vendu plus d’exemplaires durant la première semaine. L’album s’est vendu à plus de 1 000 000 copies durant sa deuxième semaine et 700 000 et 619 000 copies durant la troisième et quatrième semaine respectivement. Il devient l’un des rares albums qui se sont vendus plus d’un demi-million copies pendant quatre semaines consécutives. À la fin de l’année il se classe en première position dans le classement des ventes avec plus de 7,9 million de copies vendues. En 2010, Nielsen Company a reporté que jusqu’en novembre 2009 l’album a atteint 10 216 000 de copies vendues aux États-Unis. En date de mai 2011 il est, aux États-Unis, l'album rap le plus vendu de l'histoire avec 10 448 000 d’exemplaires vendues et approche des 12 millions en comptant les ventes BMG en 2009.

### Critiques
Dès sa sortie l'album a reçu des avis positifs de la plupart des critiques. Sur Metacritic, qui attribue une note sur 100 sur base des principales critiques, l'album a reçu la note moyenne de 78/100 (basée sur 21 revues). Chuck Eddy de The Village Voice a fait une critique dithyrambique et a noté « a self-awareness and emotional complexity… that Eminem previously seemed incapable of » (« une prise de conscience et une complexité…dont Eminem n'avait pas été capable auparavant »). D'autres critiques louèrent le sens de la formule d'Eminem et sa capacité à s'appuyer sur des épisodes de sa vie personnelle pour en puiser des sentiments qu'il traduit ensuite en chansons, comme Laura Kazella pour le magazine Rap Up « comme à chaque fois Eminem nous épate...par sa capacité a nous faire frisonner » . Entertainment Weekly parla même du « premier album pop majeur du XXIe siècle ». A contrario, un chroniqueur de Slant Magazine qualifie les textes d'Eminem de « répugnants », ajoutant que « La seule chose qui soit pire que l'homophobie d'Eminem est l'immaturité avec laquelle il l'affiche ».
De manière générale, l'album est très bien reçu et fait l'objet de commentaires positifs par rapport à la qualité des textes et de la production et à sa diversité. On passe ainsi, d'un morceau à l'autre, de l'angoisse (The Way I Am) à la parodie (The Real Slim Shady) en passant par l'agressivité et la violence pure (Kill You, Amityville). Sur Bitch Please II, Eminem se permet même une incursion dans l'univers du rap West Coast avec ses potes Dr. Dre, Snoop Dogg et Nate Dogg, reprenant à son compte des thèmes chers aux artistes gangsta, comme les femmes et les armes à feu.

### Classements honorifiques
Considéré parfois comme la pièce maîtresse du travail d'Eminem, cet opus est souvent cité avec The Slim Shady LP et The Eminem Show comme l'un des plus grands albums rap de l'histoire par le magazine Rolling Stone, le Time ou le magazine rap XXL. Rolling Stone l'a de plus classé comme le 244e meilleur album de tous les temps, ce qui est assez exceptionnel dans un classement où la quasi-totalité des artistes représentés viennent  des genres pop, rock, punk et alternative ; et le 7e meilleur album des années 2000. En novembre 2013, le magazine américain Complex établit la liste des meilleurs albums d'Eminem et le classe 1er.

## Singles
The Real Slim Shady est le premier single de l'album. La chanson critique les chansons de pop qui ont eu un grand succès durant cette période. Eminem parodie ces chansons en incluant un refrain réitéré. C'est un grand succès pour Eminem, devenu son premier numéro un dans beaucoup de charts dans le monde et il gagne de l’attention en critiquant les célébrités. Le refrain parle de changement apparu à son arrivée dans la culture populaire.
The Way I Am sort en 2000, en tant que deuxième single de l'album The Marshall Mathers LP. La chanson a été classée 35e des meilleures chansons de la décennie par le magazine Complex.
Le troisième single, Stan, sort en décembre 2000. C'est une collaboration avec la chanteuse pop rock Dido, dont le refrain provient de sa chanson "Thank You". Stan se hisse à la première place des charts dans de nombreux pays européens (Danemark, Allemagne, Grèce, Italie, Roumanie, Suisse, Finlande, Royaume-Uni, ...).
I’m Back et Bitch Please II sortent en singles seulement aux États-Unis.

## Liste des titres
| No  | Titre                                                           | Producteurs             | Durée |
| --- | --------------------------------------------------------------- | ----------------------- | ----- |
| 1.  | Public Service Announcement 2000                                |                         | 0:25  |
| 2.  | Kill You                                                        | Dr. Dre, Mel-Man        | 4:24  |
| 3.  | Stan (feat. Dido)                                               | The 45 King,Eminem (co) | 6:44  |
| 4.  | Paul (skit)                                                     |                         | 0:11  |
| 5.  | Who Knew                                                        | Dr. Dre, Mel-Man        | 3:48  |
| 6.  | Steve Berman (skit)                                             |                         | 0:54  |
| 7.  | The Way I Am                                                    | Eminem                  | 4:50  |
| 8.  | The Real Slim Shady                                             | Dr. Dre, Mel-Man        | 4:44  |
| 9.  | Remember Me? (feat. RBX & Sticky Fingaz)                        | Dr. Dre, Mel-Man        | 3:38  |
| 10. | I'm Back                                                        | Dr. Dre, Mel-Man        | 5:09  |
| 11. | Marshall Mathers                                                | Bass Brothers,Eminem    | 5:20  |
| 12. | Ken Kaniff (skit)                                               |                         | 1:02  |
| 13. | Drug Ballad (feat. Dina Rae)                                    | Bass Brothers, Eminem   | 5:00  |
| 14. | Amityville (feat. Bizarre)                                      | Bass Brothers Eminem    | 4:14  |
| 15. | Bitch Please II (feat. Dr. Dre, Snoop Dogg, Xzibit & Nate Dogg) | Dr. Dre, Mel-Man        | 4:47  |
| 16. | Kim ("The Kids" en version clean)                               | Bass Brothers Eminem    | 6:18  |
| 17. | Under the Influence (feat. D12)                                 | Bass Brothers, Eminem   | 5:22  |
| 18. | Criminal                                                        | Bass Brothers Eminem    | 5:20  |

| 1. | The Real Slim Shady (instrumentale)                      | Dr. Dre, Mel-Man         | 4:46 |
| 2. | The Way I Am (instrumentale)                             | Eminem                   | 4:52 |
| 3. | Stan (instrumentale)                                     | The 45 King, Eminem (co) | 6:45 |
| 4. | The Kids (version explicit)                              | Bass Brothers, Eminem    | 5:06 |
| 5. | The Way I Am (Danny Lohner remix) (feat. Marilyn Manson) | Eminem                   | 4:53 |
| 6. | The Real Slim Shady (clip – Director's cut)              | Dr. Dre, Mel-Man         | 4:32 |
| 7. | The Way I Am (clip – LP version)                         | Eminem                   | 5:06 |
| 8. | Stan (clip – director's version)                         | The 45 King, Eminem (co) | 8:16 |

| Édition 25e anniversaire | Édition 25e anniversaire                                            | Édition 25e anniversaire                                                                              | Édition 25e anniversaire     | Édition 25e anniversaire | Édition 25e anniversaire | Édition 25e anniversaire | Édition 25e anniversaire | Édition 25e anniversaire | Édition 25e anniversaire |
| No                       | Titre                                                               | Auteur                                                                                                | Producteurs                  | Durée                    |                          |                          |                          |                          |                          |
| ------------------------ | ------------------------------------------------------------------- | --- | ---------------------------- | ------------------------ | ------------------------ | ------------------------ | ------------------------ | ------------------------ | ------------------------ |
| 1.                       | Public Service Announcement 2000                                    | |                              | 0:25                     |                          |                          |                          |                          |                          |
| 2.                       | Kill You                                                            | - Marshall Mathers - Andre Young - Melvin Bradford                                                    | - Dr. Dre - Mel-Man          | 4:24                     |                          |                          |                          |                          |                          |
| 3.                       | Stan (featuring Dido)                                               | - Mathers - Dido Armstrong - Mark James - Paul Herman                                                 | - The 45 King - Eminem (co.) | 6:44                     |                          |                          |                          |                          |                          |
| 4.                       | Paul (skit)                                                         | |                              | 0:10                     |                          |                          |                          |                          |                          |
| 5.                       | Who Knew                                                            | - Mathers - Young - Bradford                                                                          | - Dr. Dre - Mel-Man          | 3:47                     |                          |                          |                          |                          |                          |
| 6.                       | Steve Berman (skit)                                                 | |                              | 0:53                     |                          |                          |                          |                          |                          |
| 7.                       | The Way I Am                                                        | - Mathers                                                                                             | - Eminem                     | 4:50                     |                          |                          |                          |                          |                          |
| 8.                       | The Real Slim Shady                                                 | - Mathers - Young - Bradford - Tommy Coster - Mike Elizondo                                           | - Dr. Dre - Mel-Man          | 4:44                     |                          |                          |                          |                          |                          |
| 9.                       | Remember Me? (featuring RBX & Sticky Fingaz)                        | - Mathers - Eric Collins - Kirk Jones - Young - Bradford                                              | - Dr. Dre - Mel-Man          | 3:38                     |                          |                          |                          |                          |                          |
| 10.                      | I'm Back                                                            | - Mathers - Young - Bradford                                                                          | - Dr. Dre - Mel-Man          | 5:09                     |                          |                          |                          |                          |                          |
| 11.                      | Marshall Mathers                                                    | - Mathers - Jeffrey "Jeff" Bass - Mark "Marky" Bass                                                   | - Eminem - F.B.T.            | 5:21                     |                          |                          |                          |                          |                          |
| 12.                      | Ken Kaniff (skit)                                                   | |                              | 1:01                     |                          |                          |                          |                          |                          |
| 13.                      | Drug Ballad (featuring Dina Rae)                                    | - Mathers - J. Bass - M. Bass                                                                         | - Eminem - F.B.T.            | 5:00                     |                          |                          |                          |                          |                          |
| 14.                      | Amityville (featuring Bizarre)                                      | - Mathers - Rufus Johnson - J. Bass - M. Bass                                                         | - Eminem - F.B.T.            | 4:14                     |                          |                          |                          |                          |                          |
| 15.                      | Bitch Please II (featuring Dr. Dre, Snoop Dogg, Xzibit & Nate Dogg) | - Mathers - Young - Calvin Broadus, Jr. - Alvin Joyner - Nathaniel Hale - Elizondo                    | - Dr. Dre                    | 4:48                     |                          |                          |                          |                          |                          |
| 16.                      | Kim                                                                 | - Mathers - J. Bass - M. Bass                                                                         | - F.B.T.                     | 6:17                     |                          |                          |                          |                          |                          |
| 17.                      | Under the Influence (featuring D12)                                 | - Mathers - DeShaun Holton - Johnson - Ondre Moore - Von Carlisle - Denaun Porter - J. Bass - M. Bass | - Eminem - F.B.T.            | 5:21                     |                          |                          |                          |                          |                          |
| 18.                      | Criminal                                                            | - Mathers - J. Bass - M. Bass                                                                         | - Eminem - F.B.T.            | 5:19                     |                          |                          |                          |                          |                          |
| 19.                      | The Real Slim Shady (live MTV Video Music Awards 2000)              | - Mathers - Young - Bradford - Tommy Coster - Mike Elizondo                                           | - Dr. Dre - Mel-Man          | 2:32                     |                          |                          |                          |                          |                          |
| 20.                      | The Way I Am (live MTV Video Music Awards 2000)                     | Mathers                                                                                               | Eminem                       | 2:11                     |                          |                          |                          |                          |                          |
| 77:00                    |                                                                     | |                              |                          |                          |                          |                          |                          |                          |

## Samples
- Le titre Kill You, produit par Dr. Dre, reprend un sample tiré du morceau Pulsion du français Jacques Loussier. Le sample a été repris sans l'accord de Loussier, qui intentera un procès en 2002, un règlement à l'amiable a été trouvé en 2006.
- Stan reprend le refrain de Dido dans le titre Thank You.
- Le titre Under The Influence reprend un sample du titre de Michael Jackson, Give in to Me (1991).
- Le titre Kim reprend un sample du titre When the Levee Breaks du groupe Led Zeppelin (1971).

## Classements hebdomadaires
| Classement (2000-2001)              | Meilleure place |
| ----------------------------------- | --------------- |
| Allemagne (Media Control AG)        | 3               |
| Australie (ARIA)                    | 1               |
| Autriche (Ö3 Austria Top 40)        | 1               |
| Belgique (Flandre Ultratop)         | 1               |
| Belgique (Wallonie Ultratop)        | 3               |
| Canada (Canadian Albums Chart)      | 1               |
| Danemark (Tracklisten)              | 1               |
| États-Unis (Billboard 200)          | 1               |
| États-Unis (Top R&B/Hip-Hop Albums) | 1               |
| Finlande (Suomen virallinen lista)  | 1               |
| France (SNEP)                       | 2               |
| Irlande (IRMA)                      | 1               |
| Italie (FIMI)                       | 7               |
| Norvège (VG-lista)                  | 3               |
| Nouvelle-Zélande (RIANZ)            | 1               |
| Pays-Bas (Mega Album Top 100)       | 2               |
| Royaume-Uni (UK Albums Chart)       | 1               |
| Royaume-Uni (R&B Albums)            | 1               |
| Suède (Sverigetopplistan)           | 2               |
| Suisse (Schweizer Hitparade)        | 2               |

## Certifications
| Pays                         | Certification |
| ---------------------------- | ------------- |
| Allemagne (BVMI)             | 3 × Platine   |
| Argentine (CAPIF)            | Or            |
| Australie (ARIA)             | 4 × Platine   |
| Autriche (IFPI)              | Platine       |
| Belgique (BEA)               | 2 × Platine   |
| Brésil (Pro-Música Brasil)   | Or            |
| Canada (Music Canada)        | 8 × Platine   |
| Danemark (IFPI)              | 5 × Platine   |
| États-Unis (RIAA)            | 11 × Platine  |
| Finlande (Musiikkituottajat) | Platine       |
| France (SNEP)                | 2 × Platine   |
| Italie (FIMI)                | Or            |
| Mexique (Amprofon)           | Platine       |
| Norvège (IFPI)               | 2 × Platine   |
| Nouvelle-Zélande (RMNZ)      | 5 × Platine   |
| Pays-Bas (NVPI)              | Platine       |
| Pologne (ZPAV)               | Platine       |
| Royaume-Uni (BPI)            | 8 × Platine   |
| Suède (GLF)                  | 2 × Platine   |
| Suisse (IFPI)                | 4 × Platine   |